# Euro NCAP
Euro NCAP (на английски: European New Car Assessment Program) е организация за оценка на безопасността на превозните средства. Организацията, основана през 1997 г. , се ползва от 2012 г. с подкрепата на седем европейски правителства и шофьорски асоциации и потребители от всички европейски държави.
За да оцени нивото на безопасност на новите превозни средства, организацията провежда тестове за сблъсък на различни превозни средства, самофинансирани. Тестовете за катастрофа включват челен сблъсък, страничен сблъсък, повреда на стълба, защита на пешеходците и защита на децата.